# レッドロブスター

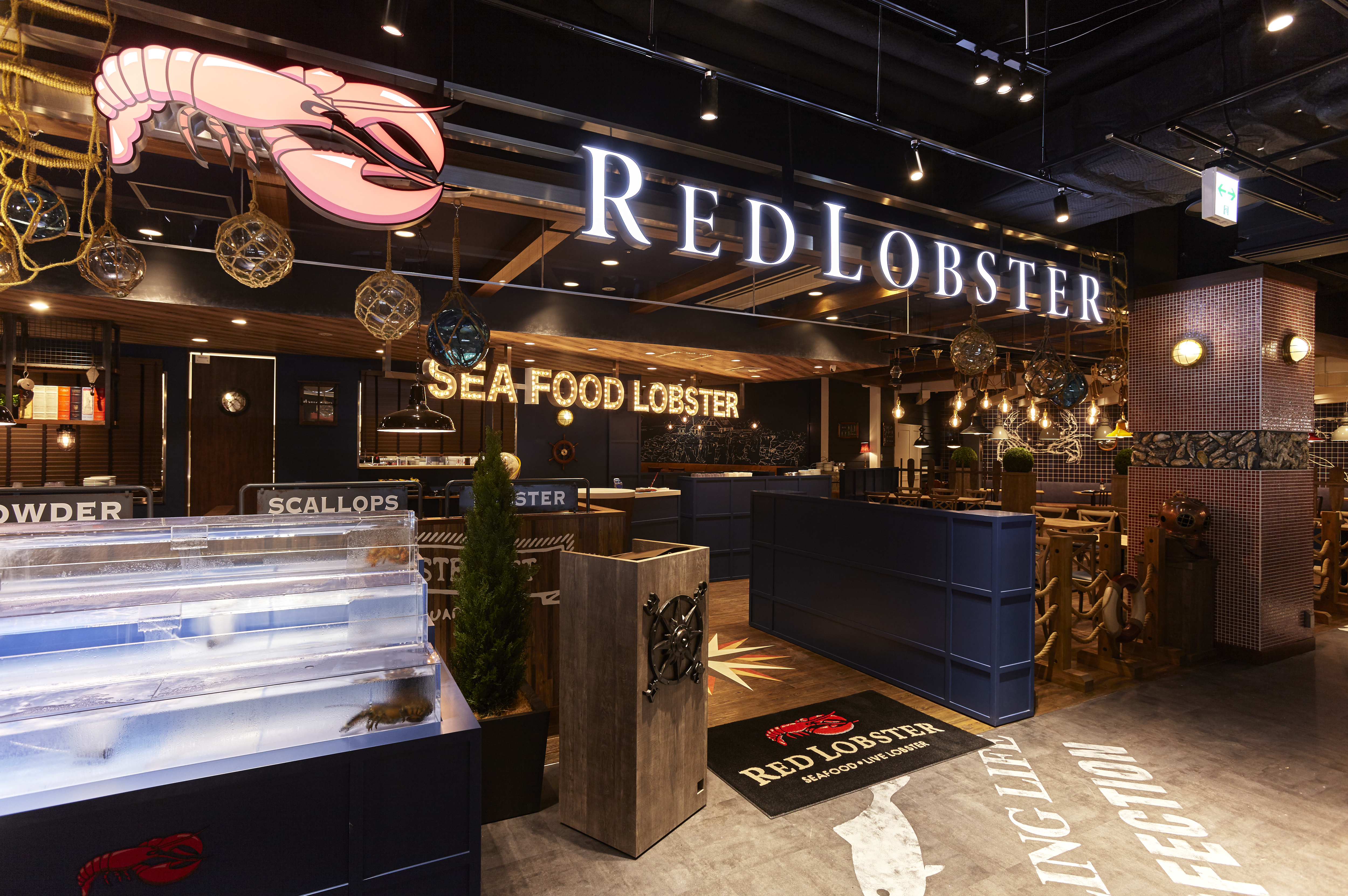
レッドロブスター 舞浜イクスピアリ店

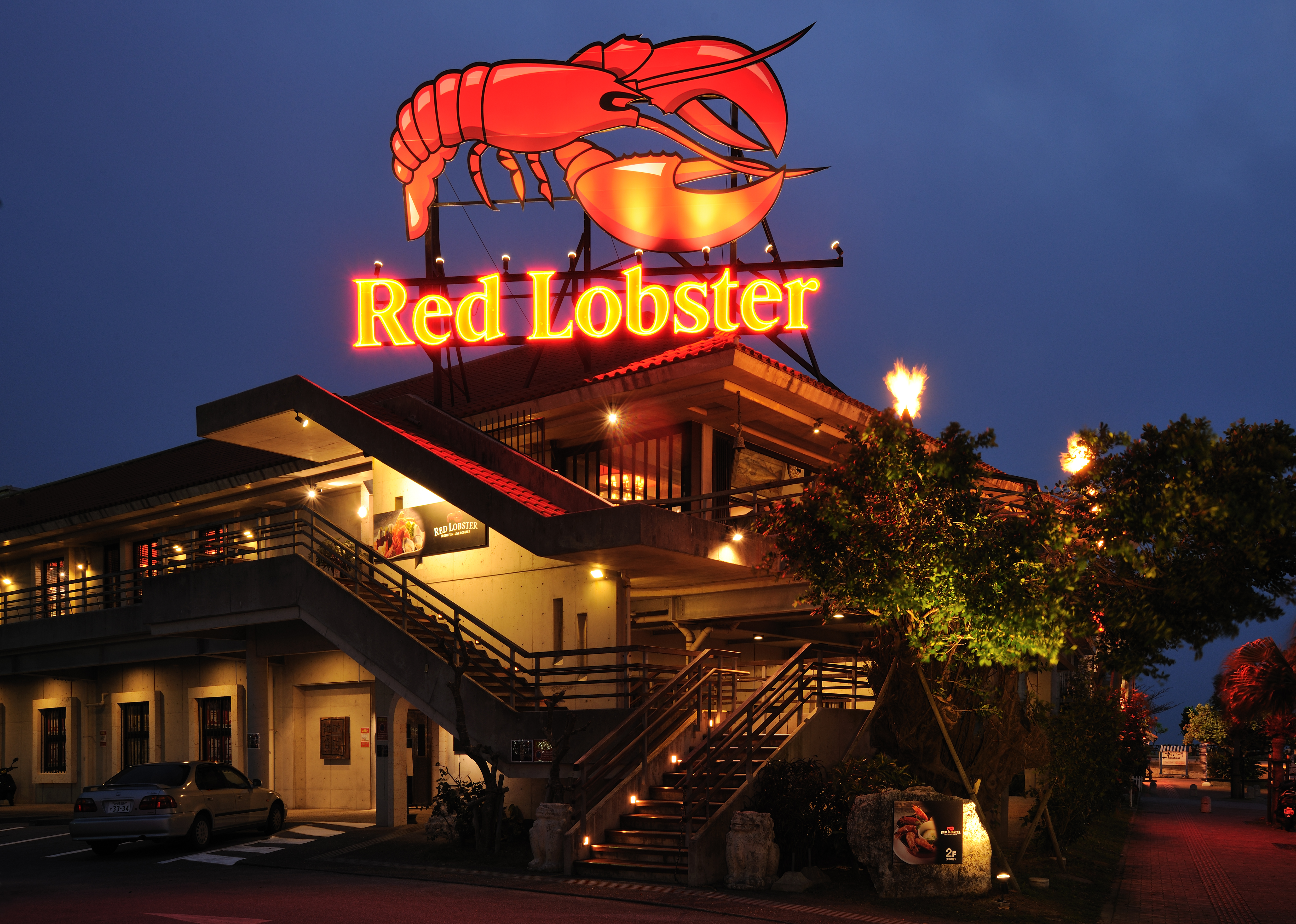
レッドロブスター 沖縄北谷店

レッドロブスター (Red Lobster) は、アメリカ合衆国フロリダ州レイクランドで創業した、ロブスターを主体としたシーフードレストランチェーン。アメリカ、カナダ、アラブ首長国連邦、日本に展開している。

## アメリカ本社
1968年にビル・ダーデンとチャーリー・ウッズビーが、アメリカ合衆国フロリダ州のレイクランドで創業。ダーデンがフロリダで最も内陸に位置するレイクランドを選んだのは、内陸でシーフードレストランが成功するかどうか試してみたかったからだという。ダーデンのレッドロブスターは成功し、事業は1970年には州内で3店に拡大し、もう2店が建設中だったが、それ以上の拡大を続ける資本がなかったため、アメリカの食料品大手のゼネラル・ミルズ社の子会社となる。ゼネラル・ミルズ傘下ではよりカジュアルで家族連れに対応したレストランへ内容を切り替え、全米にチェーン展開した。1995年にオリーブガーデンなどと共にダーデン・レストランツ社傘下となり、ゼネラル・ミルズ社から独立した。現在の本社は同州オーランドにあり、全米で650店舗を運営。アメリカ国内のレッドロブスターはすべて直営店で、フランチャイズ展開はされていない。
2014年5月、ダーデン・レストランツは、レッドロブスターを経営不振を理由に投資会社であるゴールデン・ゲート・キャピタル（GGC)に売却することを発表。売却額は21億ドルで、2015年中に行われた。
その後も経営不振は続き、2020年より食材を調達していたタイ・ユニオン（タイ）が経営にも参加するようになったが、最高経営責任者（CEO）が頻繁に入れ替わるなど、経営が改善することはなかった。
2024年5月20日、債務再編に向けて連邦破産法11条（チャプター11）の適用を申請した。破綻理由としてNBCは、GGCの傘下時にGGCの指示でレッドロブスターが保有していた15億ドルの不動産を売却したものの、売却資金がレッドロブスターではなくGGCに入ったことおよび資産売却により賃料負担が年間2億ドル発生して収益を圧迫したことを挙げている。

## 日本法人
1981年にジャスコ株式会社（現：イオン株式会社）が、アメリカのゼネラル・ミルズ子会社のレッドロブスターと業務提携し、日本での店舗展開を行う。1987年11月28日にレッドロブスタージャパン株式会社を設立し、1995年前頃まで「イン・ザ・ムード」をBGMとした陽気なテレビCMを頻繁に放送していた。
デニーズやロイヤルホストなどの大手ファミリーレストランより値段は張るが、サービスや味、鮮度や品質がより高い営業形態を採用していた。ロードサイド中心の出店という点ではファミリーレストランと同様であり、1990年代の平成不況の際には客足が遠のき、業績不振から債務超過に陥った。
2002年2月20日に株式会社レインズインターナショナルが全株式を取得して子会社化した。看板は青地に赤文字でロブスターのイラストが描かれたものから、現在のアメリカと同様の濃紺地のCGデザインによるものへ改められ、一部店舗はダイニングレストラン風に順次改装あるいはスクラップ・アンド・ビルドによる新規出店が行われた。現在の看板は黒字に赤いロブスターが象徴的なものとなっている。
2005年5月2日にレインズが持株会社制に移行する際、株式会社アートフードインターナショナル（株式会社レインズインターナショナルに商号変更）に吸収合併される。その後、レインズインターナショナルが運営する他業態へ転換された店舗もある。
2011年1月1日にレッドロブスター・ジャパンの全株式を株式会社セリュックスへ譲渡。レッドロブスタージャパン株式会社を設立。2013年7月1日に株式会社セリュックスが株式会社セリュックスホールディングスに商号変更。
セリュックスホールディングス傘下に入ってからは、これまで問題視されていた店舗営業における原価・人件費・メニューの内容といった基本的なところひとつひとつをしっかり解決していくことで『収益性を高めるため』の取り組みに注力し続けた。これまでの歴史上で出店のない地域への出店や、新たな企画提案などを世の中に発信していくことで「新生レッドロブスター」としてのPRを積み重ねていった。
世の中がコロナ禍となり外食企業全体として大きな打撃を受けたが、古くからいる多くの顧客が苦しい時期を支えた。また、店舗は元々席と席の間隔が広くゆったりとしたつくりであったことや、日本で長きに渡り営業しているという「安心感」がコロナ禍では重宝されていたと推測される。
2022年には日本上陸40周年を迎え、多くの企画・イベントメニューなどを実施。
2024年4月17日に米国法人が連邦破産法の適用申請を検討していると報じられたが、日本法人は「経営母体が別となっており、影響は無い」との声明を出した。

## 株式会社セリュックスホールディングス傘下後

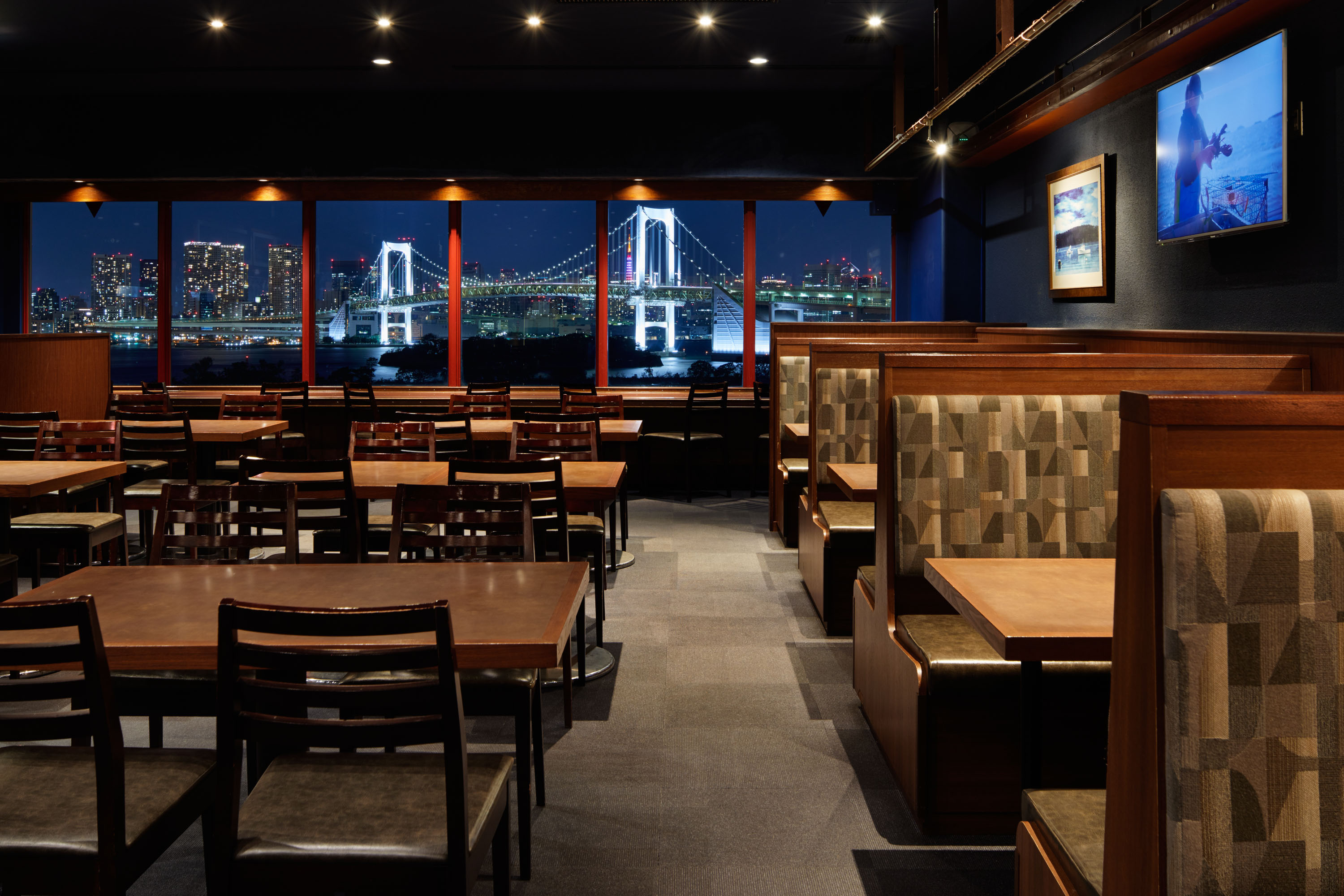
レッドロブスターお台場店

- 2012年3月23日　沖縄北谷店オープン - 沖縄県北谷町アメリカンビレッジ内（7メートルの巨大看板が話題となる）
- 2012年10月24日　長崎ハウステンボス店オープン - 九州エリア初上陸
- 2014年2月27日　台場店リニューアルオープン - 関東圏では初となる新コンセプト店舗
- 2015年7月18日　ユニバーサル・シティウォーク大阪店オープン - 大阪初出店
- 2016年3月1日　　武蔵野関前店リニューアルオープン - 新コンセプト「バーハーバー」スタイルの店舗へリニューアル
- 2018年5月29日　舞浜イクスピアリ店オープン - 関東圏には久しぶりの出店となり、話題となった。
- 2023年9月1日     須磨海浜公園店オープン-兵庫県初出店。須磨シーワールドオープンに先んじて須磨海浜公園内にて開業。

※2024年1月現在　21店舗展開

### 事業
東京都、神奈川県、千葉県、埼玉県、茨城県、栃木県、山梨県、沖縄県、長崎県、大阪府、兵庫県の1都1府10県で店舗展開している。
北米にのみ生息するカナディアンロブスターをカナダ・クリアウォーター社と提携して生きたまま空輸するなど、従来のファミリーレストランより高級感を売りにしたサービスを行っている。
集客コンセプトの違う「シーサイド」「施設」の出店を行うことで、お客様は地元の「レッドロブスター」に戻っていくという考えのもと、セリュックス傘下入り後はシーサイドと施設への出店を積極的に行っている。

## イベント
ロブスターの日
セリュックスホールディングスの傘下となってから、2011年6月2・12・22日の3日間を「ロブ（6と2）の日」と題し、ライブロブスターを半額で販売するイベントが行われた。これが好評を博し、現在は毎月2・12・22日を「ロブスターの日」とし、この日は生ビールをはじめとする約20種類のドリンクを半額で提供。また、モバイルレッドロブスターカード会員には、支払い時のポイント付与率が通常の5倍になるというサービスを行っている。